# 神保れい
神保 れい（じんぼ れい、1974年7月9日 - ）は、日本の元アーティスティックスイミング選手。神奈川県横浜市戸塚区出身。血液型A型。

## 経歴
母に勧められシンクロナイズドスイミング（当時）を始める。日本大学文理学部体育学科卒業。
1996年アトランタオリンピックシンクロチームで銅メダルを獲得。
2000年シドニーオリンピックチームで銀メダルを獲得。
2004年アテネオリンピックではシンクロの解説を務めた。
コンピューターエンジニアのアメリカ人と結婚している。